# Южноамериканский цветной бекас
Южноамериканский цветной бекас (лат. Nycticryphes semicollaris) — вид птиц из семейства цветных бекасов. Единственный в роде Nycticryphes.
Вид распространён в южной части Южной Америки (юг Бразилии, Парагвай, Уругвай, значительная часть Аргентины, центральная часть Чили). Обитает в низменных пресноводных водно-болотных угодьях, включая влажные луга.
Тело длиной 19—23 см, массой от 65 до 86 г. Голова и шея красновато-коричневого цвета с белыми полосами на виске. Верхняя часть тела и крылья серо-коричневые с чёрными и белыми пятнами. Брюхо белое. Самка чуть больше и ярче самца, но существенно от него не отличается. Клюв относительно длинный. В отличие от других цветных бекасов имеет перепонки между пальцами.
Живёт в затопленных равнинах, в том числе на водно-болотных угодьях, болотах, берегах озёр, рек и ручьёв, влажных лугах и тому подобное. Пищу ищет в иле и влажной рыхлой почве. Всеяден. Поедает насекомых, ракообразных, моллюсков, червей и других беспозвоночных и их личинок, а также семена и другой растительный материал.
Моногамный вид. Гнездование наблюдалось в июле—феврале. Чашеобразное гнездо строит из травы в зарослях на берегу водоёмов. В кладке 2—3 яйца. Оба родителя заботятся о птенцах.